# Elasmus flavipropleurum
Elasmus flavipropleurum är en stekelart som beskrevs av Girault 1940. Elasmus flavipropleurum ingår i släktet Elasmus och familjen finglanssteklar. Inga underarter finns listade i Catalogue of Life.